# Rhododendron atlanticum
Rhododendron atlanticum är en ljungväxtart som först beskrevs av William Willard Ashe, och fick sitt nu gällande namn av Alfred Rehder. Rhododendron atlanticum ingår i släktet rododendron, och familjen ljungväxter. Inga underarter finns listade i Catalogue of Life.

## Bildgalleri

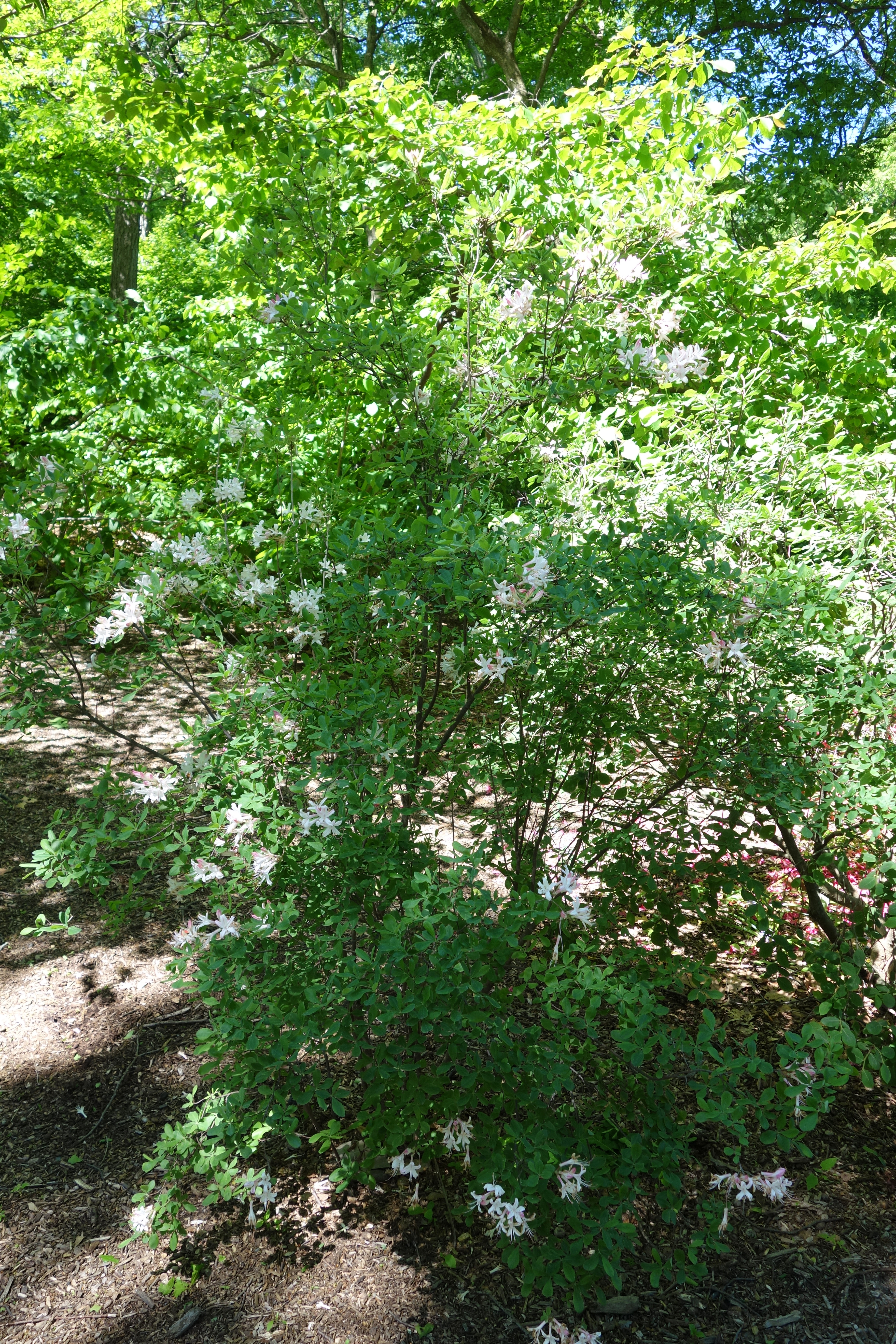
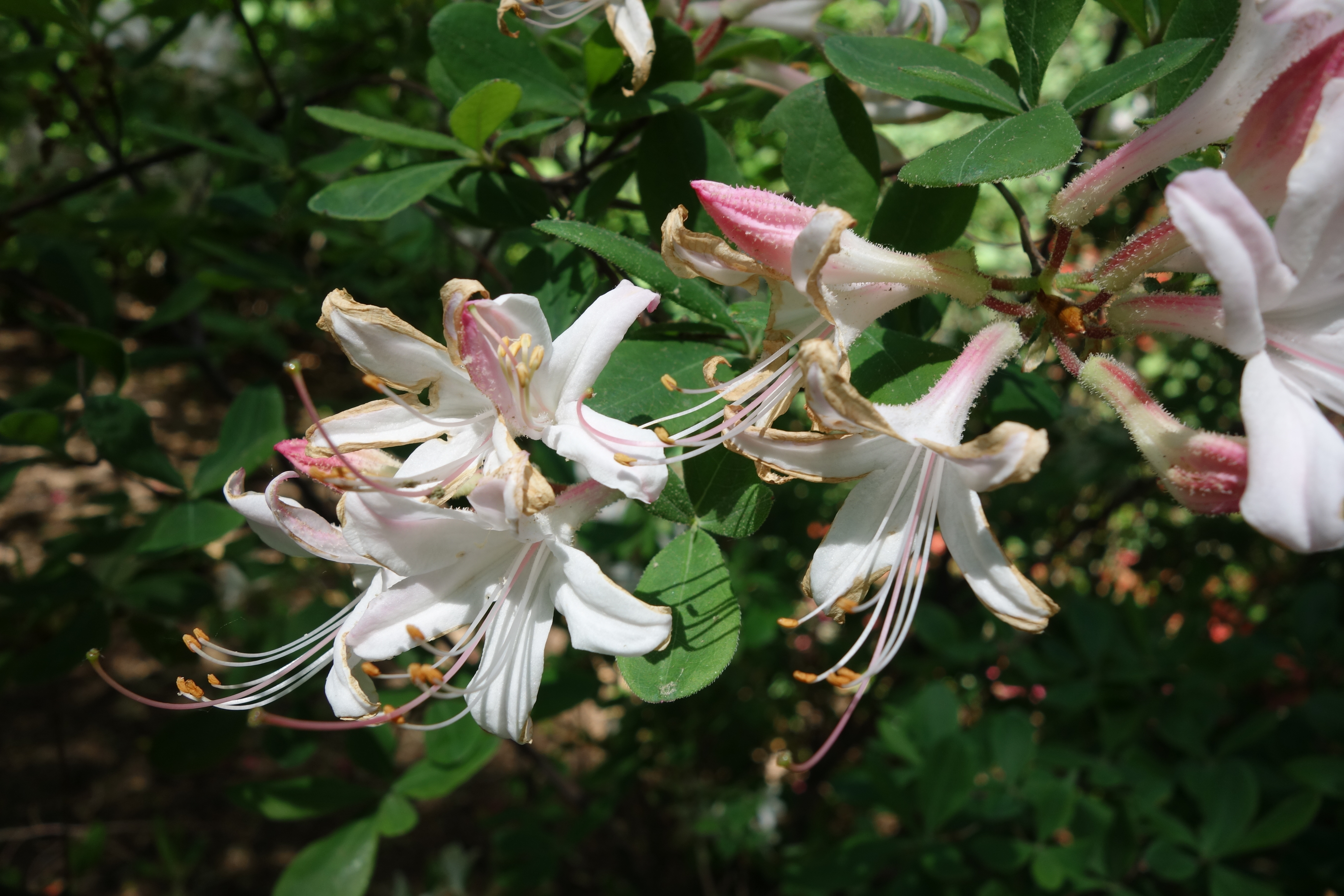
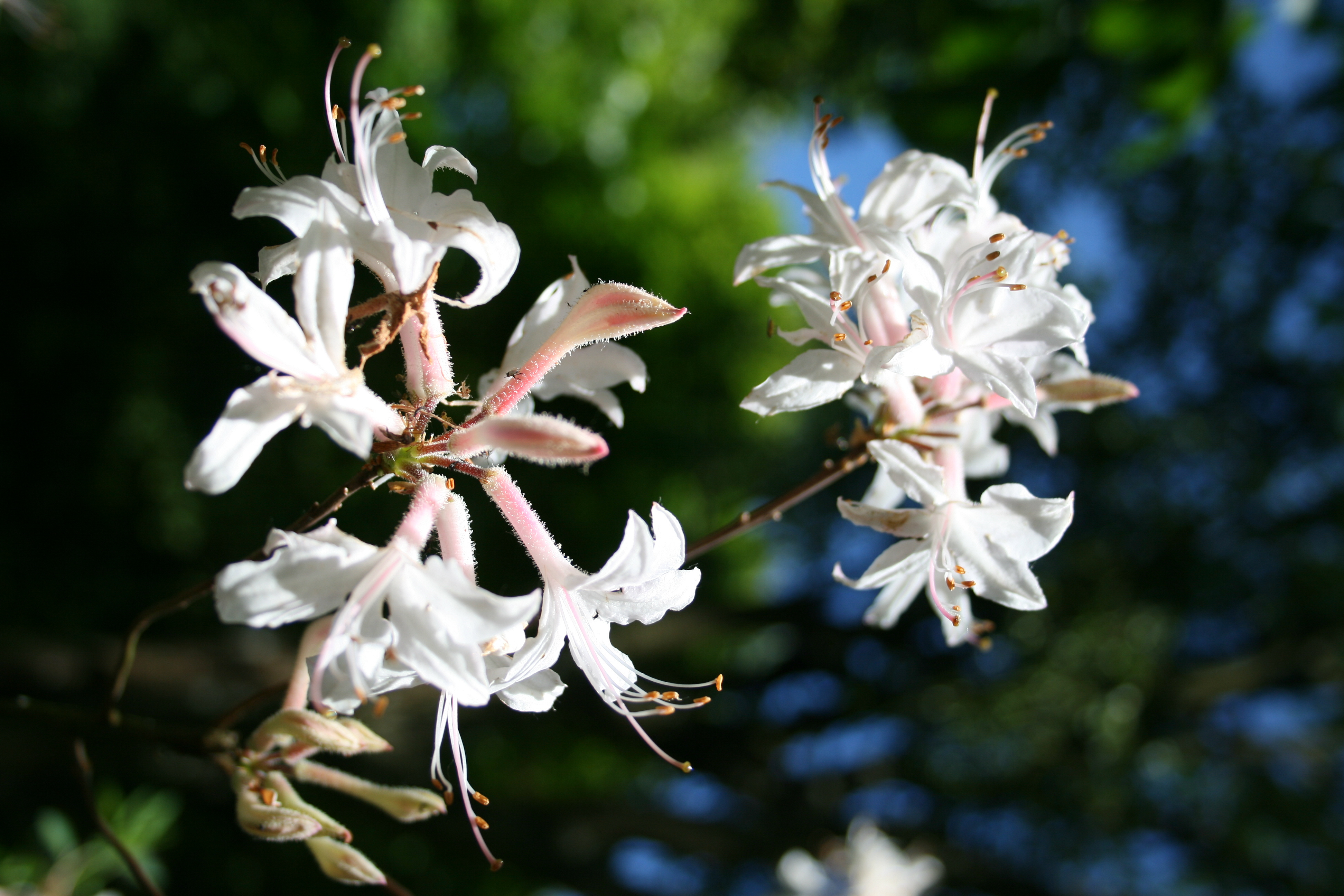
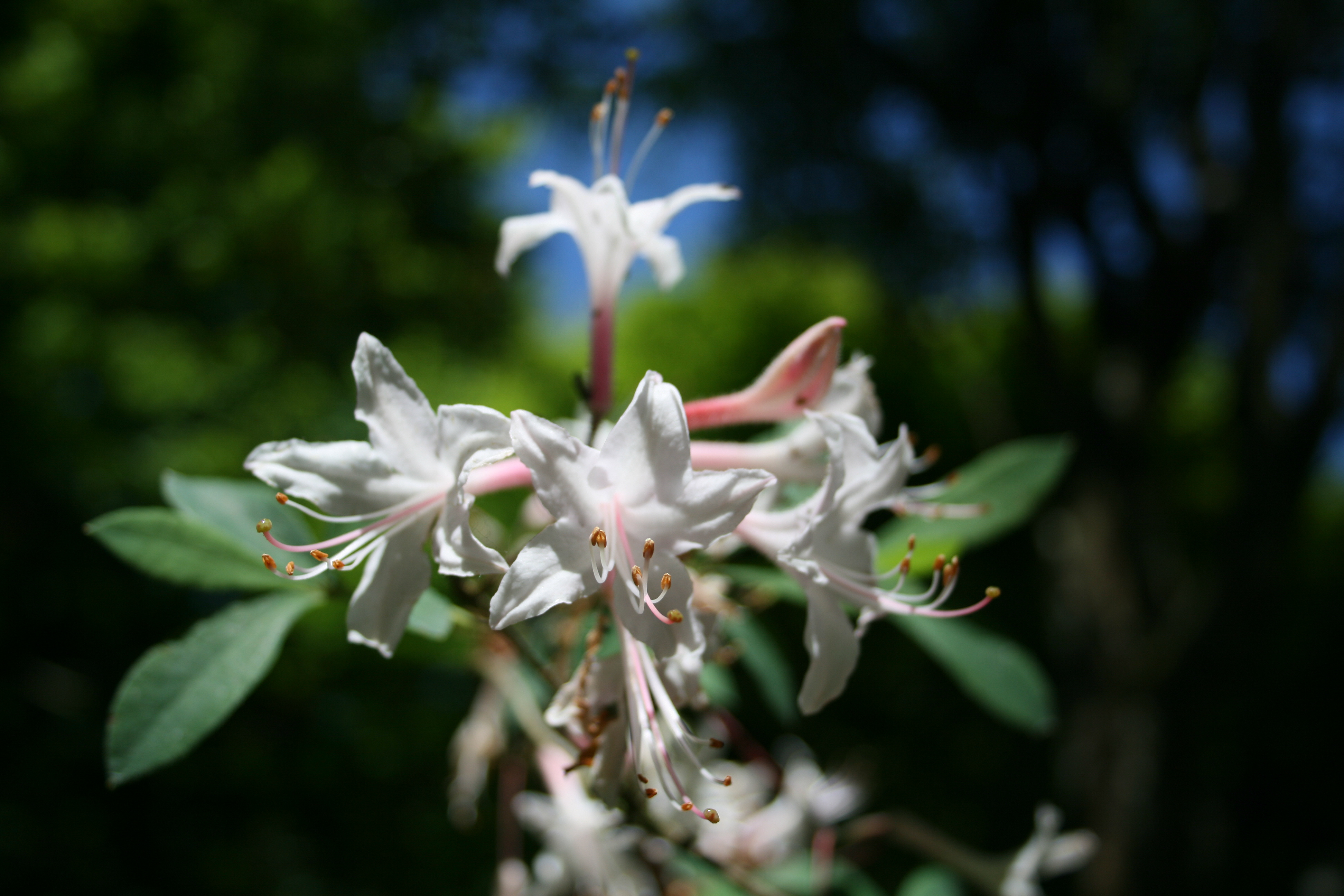
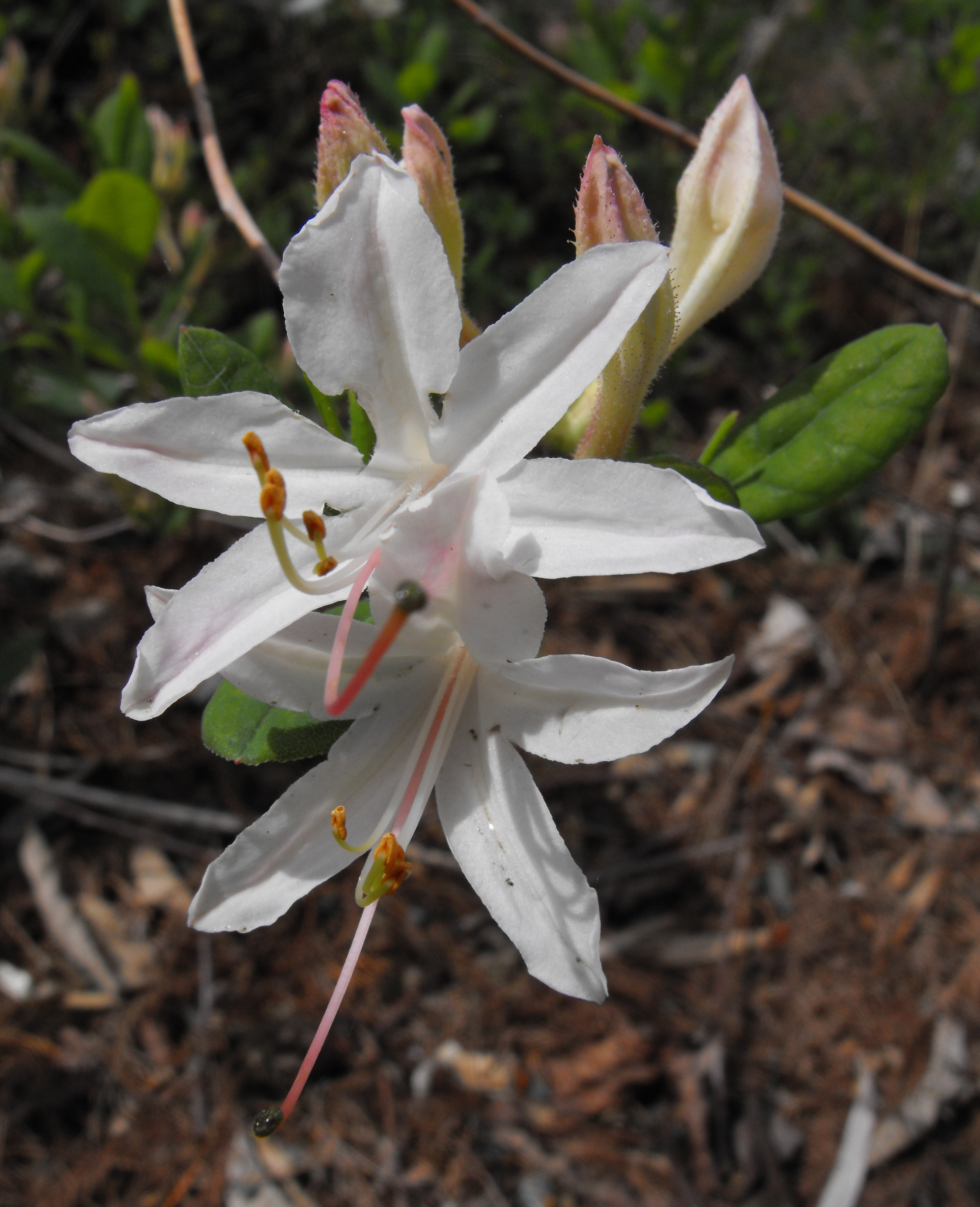